# Аль-Сальт бін Малік
Аль-Сальт бін Малік (араб. الصلت بن مالك; д/н — 885) — 7-й імам Другого імамату Оману в 851—885 роках.

## Життєпис
Походив з племенної підгрупи Атік племені Азд (нащадків набатеїв або сабеїв). Син шейха Маліка Насра аль-Мінгала. Відомостей про нього бракує. 851 року обирається новим імамом в день смерті свого попередника Аль-Муганну бін Джайфара з клану Яхмед (підгрупи Атік).
Продовжив політику з централізації управління та перетворення імамату з фактичного союзу кланів Атік в повноцінну державу. Перетворив свою резиденцію Нізва в фортецю. Під час свого правління він відправив армаду з понад 100 суден нібито на прохання поетеси Фатіма аль-Сукутрійя, щоб відвоювати острів Сокотра, захоплений ефіопами. Йому приписується військовий закон, що детально описує військову владу ібадитських улемів та поводження з мусульманами й немусульманами.
Зрештою посилення влади імама призвело до повстання у 885 році під проводом Муси ібн муси, який у битві біля аль-Равда (неподалік Нізви) завдав рішучої поразки Аль-Сальту, що загинув разом зі своїми синами аль-Мінгалом і гасаном. Наслідком цього стала війна між кланами, до якої долучилися сусідніми племена. З цього скористався Мухаммад ібн Наср, валі (намісник) аль-Бахрейну (провінції, що включало арабське узбережжя Перської затоки), який завдав поразки наступному імаму Рашиду бін Аль-Надхару 886 року. Зрештою інший імам Аззан бін Тамім визнав зверхність Аббасидського халіфату.